# 小行星3425
小行星3425（3425 Hurukawa）是一颗围绕太阳公转的小行星。1929年1月29日，卡爾·威廉·萊茵姆特在海德堡发现了此天体。
該小行星以日本天文學家古川麒一郎命名。
这颗小行星的绝对星等为134.7451054355781等。